# Matías Fernández
Matías Fernández, född 15 maj 1986 i Buenos Aires i Argentina, är en chilensk före detta fotbollsspelare. Fernández har många smeknamn men de han är mest känd under är Mati, El Pelusa eller Matigol.
Även om han kan spela ytter så fungerar han allra bäst som playmaker på det offensiva mittfältet. Förutom detta är han också en erkänt duktig frisparksskytt.

## Tidiga år
Fernández föddes i Buenos Aires (i området Caballito av sin argentinska mamma Mirtha och sin chilenska pappa Humberto. När Matías var fyra år flyttade familjen till La Calera utanför Valparaíso. Han har berättat för media att han känner sig som chilenare, eftersom han har bott där i större delen av sitt liv och för att han inte har några nämnvärda minnen från livet i Argentina. Han har två bröder; Ezequiel och Miguel.

## Klubkarriär

### Colo-Colo
1998, 12 år gammal, började Fernández spela för den chilenska storklubben Colo-Colo (då i lagets ungdomssektion). Den professionella debuten kom 1 augusti 2004 mot ärkerivalerna Universidad de Chile. En vecka senare gjorde han sina två första mål för laget, i en match mot Cobresal, och därefter tog karriären fart på allvar.
I december 2006 nådde Colo-Colo finalen i Copa Sudamericana och ställdes då mot Pachuca från Mexiko. Colo-Colo förlorade matchen, men i stort var turneringen ännu ett framsteg för Fernández som lyckades göra 9 mål på 6 matcher.
Efter sin sista match mot Audax Italiano i Clausura 2006 utsågs Fernández till Årets Sydamerikanska Spelare. Han blev därmed den tredje chilenaren genom historien att tilldelas den utmärkelsen. (Tidigare spelare var Elías Figueroa och Marcelo Salas).

### Villarreal
8 oktober 2006 skrev Fernández på för den spanska klubben Villarreal. (Kontraktet började dock inte gälla förrän 1 januari 2007). Övergångssumman för chilenaren uppgick till 8,7 miljoner euro (vilket motsvarar 101 miljoner kronor). Det ska också tilläggas att klubbar som Chelsea och Real Madrid var intresserade av den talangfulle spelaren.
Fernández har ännu inte uppnått fansens förväntningar, vilket kan bero på en lång och hård säsong utan vila. Han spelade också i Copa América 2007 för Chile, men inför säsongen 2007/2008 hade Fernández hunnit vila upp sig och kunde kunna visa upp sina påstådda kvaliteter i La Liga.
Fernández har spelat några matcher i ligan utan att imponera eller visa att han är tillräckligt bra och i nuvarande läge har han en plats på bänken. 
Efter att tränaren lämnat Villarreal CF och den nye tränaren Ernesto Valverde lämnade också Fernández laget då han ansågs vara överflödig. Han spelar nu för Sporting Clube de Portugal på ett fyra års kontrakt för 4,5 miljoner euro.

## Landslaget
Matías Fernández var kapten för det chilenska fotbollslandslaget i FIFA World Youth Championship 2005. Han har både representerat U17-landslaget och U20-landslaget, men i dagsläget representerar han A-landslaget och har redan hunnit med att göra 3 mål under 6 landskamper. Senaste målet var mot Venezuela i Maracaibo (Venezuela - Chile 0–1) i den 43:e spelminuten.
Debuten för Matías Fernández kom redan 2005, då han gjorde ett kort inhopp i VM-kvalets sista match mot Ecuador. Matchen slutade 0–0.

## Meriter
Chilenska Apertura och Clausura 2006 med Colo-Colo

### Enskilda prestationer
- Årets fotbollsspelare i Chile 2006
- Utsedd till "Den bästa av de Bästa" 2006
- Utsedd till "Sydamerikas bästa fotbollsspelare", 2006.